# Bathylaimus chesapeakensis
Bathylaimus chesapeakensis is een rondwormensoort uit de familie van de Tripyloididae.